# Lissonota stenops
Lissonota stenops là một loài tò vò trong họ Ichneumonidae.